# Ronnie Stanley
Pour les articles homonymes, voir Stanley.
(en) Statistiques sur pro-football-reference
Ronnie Stanley, né le 18 mars 1994 à Las Vegas, est un sportif professionnel américain de football américain jouant au poste d'offensive tackle dans la  National Football League (NFL)  pour la franchise des Ravens de Baltimore depuis la saison 2016.

## Biographie

### Carrière universitaire
Étudiant à l'université de Notre-Dame-du-Lac, il joue pour le Fighting Irish de 2012 à 2015. Il est titularisé dès sa deuxième saison au poste de tackle droit avant d'être replacé l'année suivante au poste de tackle gauche.

### Carrière professionnelle
Il est sélectionné en 6e choix global lors du premier tour de la draft 2016 de la NFL par la franchise des Ravens de Baltimore. Il y devient titulaire au poste de tackle gauche pour le début de la saison 2016. À la fin de la cette saison, il est désigné meilleur rookie de l'AFC North par les quatre journalistes d'ESPN.com couvrant cette division. Au début de la saison suivante, son entraîneur John Harbaugh déclare : « À mon avis, il est destiné à devenir l'un des meilleurs — si ce n'est le meilleur — tackle gauche de la ligue ».